# IPod Mini

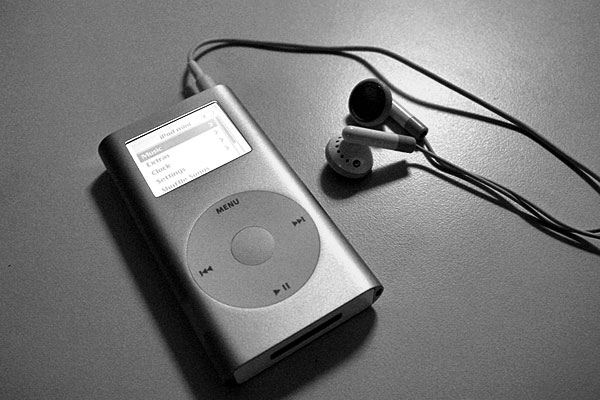
iPod mini

L'iPod Mini fou una versió de grandària reduïda del reproductor de música portàtil iPod d'Apple Inc. Es presentà el 6 de gener de 2004 i fou posat a la venda el 20 de febrer d'aquell mateix any. Aquest gadget funciona tant amb ordinadors amb McIntosh com amb Windows mitjançant el programari iTunes. El 23 de febrer es va presentar la segona generació d'aquest producte; més tard fou substituït per l'iPod nano que prengué el seu lloc a partir del 7 de setembre de 2005. La seva superfície externa es trobava realitzada en alumini anoditzat.

## Detalls
La primera generació d'iPod Mini es va llançar en 5 colors diferents: plata, or, rosa, blau i verd.